# Azima
Azima, rod dvosupnica iz porodice Salvadoraceae. Priznate su tri vrste drveća i grmova iz tropske i južne Afrike, Madagaskara, otoci Aldabra i Komori, Arapski poluotok, tropska Azija od Indije na istok do Filipina i Malih sundskih otoka.

## Vrste
1. Azima angustifolia A.DC.
2. Azima sarmentosa (Bl.) Benth. & Hook.fil.
3. Azima tetracantha Lam.

## Sinonimi
- Actegeton Blume; Bijdr. Fl. Ned. Ind. 1143 (1826)
- Kandena Raf.; Sylva Tellur. 138 (1838)
- Monetia L´Hér.; Stirp. Nov. 1. t. 1 (1784)